# دانيال راينر
دانيال راينر (بالفرنسية: Daniel Reiner)‏ هو سياسي فرنسي، ولد في 17 يناير 1941 في فرنسا. حزبياً، نشط في الحزب الاشتراكي.

## مناصب
- انتخب عضو المجلس العام  [لغات أخرى]‏.
- انتخب عضو مجلس الشيوخ الفرنسي.
- انتخب عضو مجلس جهوي.
- انتخب رئيس بلدية [الإنجليزية]‏ Blainville-sur-l'Eau [الإنجليزية]‏ (13 مارس 1983 – 18 مارس 2001).
- انتخب نائب فرنسي.
- انتخب نائب برلماني [الإنجليزية]‏ (1988 – 1993).